# Todd Pearson
Todd Robert Pearson (Geraldton, 25 november 1977) is een voormalig internationaal topzwemmer uit Australië, die zijn vaderland tweemaal vertegenwoordigde bij de Olympische Spelen: 2000 en 2004. 
Pearson, lid van West Coast Swim Club uit Mount Claremont, was vooral succesvol als estafettezwemmer op de vrije slag. Zo won hij bij de Olympische Spelen in Sydney (2000) twee gouden medailles met de aflossingsteams; op de 4x100 m vrije slag zwom hij alleen in de series, op de 4x200 m vrije slag kwam hij ook uit in de finale, samen met Ian Thorpe, Michael Klim en Bill Kirby. De Aussies gingen van start tot finish aan de leiding in die race. Voor die prestatie ontving Pearson naderhand de Orde van Australië. Vier jaar later, bij de Spelen in Athene, moest Pearson op datzelfde onderdeel genoegen nemen met de zilveren medaille, achter de Verenigde Staten, al kwam hij toen alleen uit in de series.
1908: Derbyshire, Radmilovic, Foster, Taylor ·
1912: Healy, Champion, Boardman, Hardwick ·
1920: McGillivray, Kealoha, Ross, Kahanamoku ·
1924: O'Connor, Glancy, Breyer, Weissmuller ·
1928: Clapp, Laufer, Kojac, Weissmuller ·
1932: Miyazaki, Yusa, Yokoyama, Toyoda ·
1936: Yusa, Sugiura, Taguchi, Arai ·
1948: Ris, McLane, Wolf, Smith ·
1952: Moore, Woolsey, Konno, McLane ·
1956: O'Halloran, Devitt, Rose, Henricks ·
1960: Harrison, Blick, Troy, Farrell ·
1964: Clark, Saari, Ilman, Schollander ·
1968: Nelson, Rerych, Spitz, Schollander ·
1972: Kinsella, Tyler, Genter, Spitz ·
1976: Bruner, Furniss, Naber, Montgomery ·
1980: Kopljakov, Salnikov, Stoekolkin, Krylov ·
1984: Heath, Larson, Float, Hayes ·
1988: Dalbey, Cetlinski, Gjertsen, Biondi ·
1992: Lepikov, Pysjnenko, Tajanovitsj, Sadovy ·
1996: Davis, Hudepohl, Schumacher, Berube ·
2000: Thorpe, Klim, Pearson, Kirby ·
2004: Phelps, Lochte, Vanderkaay, Keller ·
2008: Phelps, Lochte, Berens, Vanderkaay ·
2012: Lochte, Dwyer, Berens, Phelps ·
2016: Dwyer, Haas, Lochte, Phelps ·
2020: Dean, Guy, Richards, Scott ·
2024: Guy, Dean, Richards, Scott